# Dicranota babai
Dicranota babai är en tvåvingeart som beskrevs av Alexander 1958. Dicranota babai ingår i släktet Dicranota och familjen hårögonharkrankar. Inga underarter finns listade i Catalogue of Life.